# Sabeth (Vorname)
Sabeth ist ein weiblicher Vorname aus der hebräischen Sprache. 

## Herkunft und Varianten
Es handelt sich um die Kurzform von Elisabeth.

## Namenstag
- 19. November, Elisabeth-Tag, nach der heiligen Elisabeth von Thüringen

## Namensträger
- Sabeth Buchmann (* 1962), deutsche Kunsthistorikerin, -kritikerin und Hochschullehrerin
- Sabeth Holland (* 20. April 1959 in Altstätten), eine Schweizer Malerin und Bildhauerin
- Sabeth Pérez (* 11. April 1992), eine deutsch-argentinische Jazzmusikerin (Gesang, Komposition)

### Fiktive Personen (alle Varianten)
- Sabeth aus Homo faber (Roman)